# Federação Turca de Voleibol
A Federação Turca de Voleibol  (em turco:  Türkiye Voleybol Federasyonu, TVF) é  uma organização fundada em 1949, que governa a pratica de voleibol na Alemanha, sendo membro da Federação Internacional de Voleibol e da Confederação Européia de Voleibol, a entidade é responsável por  organizar  os campeonatos nacionais de  voleibol masculino e feminino no país.